# Trabea natalensis
Trabea natalensis är en spindelart som beskrevs av Anthony Russell-Smith 1982. Trabea natalensis ingår i släktet Trabea och familjen vargspindlar. Inga underarter finns listade i Catalogue of Life.